# Lampropeltis extenuata
Lampropeltis extenuata là một loài rắn trong họ Rắn nước. Loài này được Brown mô tả khoa học đầu tiên năm 1890.